# Gare de Roc-Saint-André - La Chapelle
Pour les articles homonymes, voir Gare de Saint-André.
La gare de Roc-Saint-André - La Chapelle est une ancienne gare ferroviaire française, de la ligne de Questembert à Ploërmel, située à La Chapelle-Caro, à proximité du Roc-Saint-André, sur le territoire de la nouvelle commune de Val d'Oust, dans le département du Morbihan en région Bretagne.
Depuis 2002, l'ancien emplacement de la gare est un point remarquable de la voie verte aménagée sur le tracé de l'ancienne ligne ferroviaire.

## Situation ferroviaire
Établie à 24 m d'altitude, la gare de Roc-Saint-André - La Chapelle était située au point kilométrique (PK) 564,540 de la ligne de Questembert à Ploërmel, entre les gares, aujourd'hui fermées et désaffectées, de Malestroit et de Ploërmel.

## Histoire
La gare de Roc-Saint-André-La Chapelle, est construite sur le territoire de la commune de La Chapelle-Caro, mais plus proche du bourg du Roc-Saint-André, par la Compagnie du chemin de fer de Paris à Orléans (PO), qui inaugure le 27 juin 1881 la ligne de chemin de fer de Questembert à Ploërmel. Elle est située entre les gares de Malestroit et de Ploërmel. 
En 1912, la Compagnie du PO fournit au Conseil général un tableau des « recettes au départ » de ses gares du département, la gare de Roc-Saint-André-la-Chapelle totalise 47 110 francs, ce qui la situe à la 14e place sur les 30 gares ou stations.
La desserte voyageurs, qui va atteindre une fréquence de 4 trains par jour, est arrêtée en 1938, la desserte marchandise se poursuivant jusqu'en 1991.
En 1994 le Conseil général du Morbihan achète la voie et entreprend des travaux destinés à transformer l'ancienne voie de chemin de fer en voie verte. Le 29 juin 2002 il inaugure les 53 km entre Questembert et Mauron.
En 2009 le bâtiment voyageur a disparu, il reste la maison du garde barrière et l'hôtel de la gare en bordure de la voie verte qui matérialise la plateforme de l'ancienne voie de chemin de fer.
En janvier 2016 les communes de La Chapelle-Caro et Le Roc-Saint-André fusionnent avec Quily pour former la nouvelle commune de Val d'Oust.

## Service des voyageurs
La gare est fermée au trafic voyageurs.